# Ideal (ètica)
Un ideal és un principi o valor que una entitat persegueix activament com a objectiu i manté per sobre d'altres preocupacions percebudes com a menys significatives. Els termes relacionats amb la creença general en els ideals inclouen l'idealisme ètic, l'idealisme moral, i l'idealisme de principis. Un idealista ètic, un idealista moral, un idealista de principis o simplement un idealista insisteix a mantenir els ideals fins i tot a un cost considerable com a conseqüència de mantenir aquesta creença.